# John W. Maddox

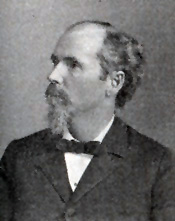
John W. Maddox

John W. Maddox (* 3. Juni 1848 bei Gore, Chattooga County, Georgia; † 27. September 1922 in Rome, Georgia) war ein US-amerikanischer Politiker. Zwischen 1893 und 1905 vertrat er den Bundesstaat Georgia im US-Repräsentantenhaus.

## Werdegang
John Maddox besuchte die öffentlichen Schulen seiner Heimat. Trotz seiner Jugend nahm er ab 1863 als Soldat des konföderierten Heeres am Bürgerkrieg teil. Nach dem Krieg setzte er seine schulische Ausbildung fort. Danach arbeitete er in der Landwirtschaft und ab 1871 beim Eisenbahnbau. Zwischenzeitlich war er auch als Deputy Sheriff stellvertretender Polizeichef im Chattooga County. Nach einem anschließenden Jurastudium und seiner im Jahr 1877 erfolgten Zulassung als Rechtsanwalt begann er in Summerville in seinem neuen Beruf zu arbeiten. Gleichzeitig schlug er als Mitglied der Demokratischen Partei eine politische Laufbahn ein. Im Jahr 1877 wurde Maddox zum Bürgermeister von Summerville gewählt; von 1878 bis 1880 war er als County Commissioner Landrat. In den Jahren 1880 bis 1884 saß er als Abgeordneter im Repräsentantenhaus von Georgia, von 1884 bis 1886 gehörte er dem Staatssenat an. Danach war er bis 1892 Richter im Gerichtsbezirk von Rome.
Bei den Kongresswahlen des Jahres 1892 wurde er im siebten Wahlbezirk von Georgia in das US-Repräsentantenhaus in Washington, D.C. gewählt, wo er am 4. März 1893 die Nachfolge von Robert W. Everett antrat. Nach fünf Wiederwahlen konnte er bis zum 3. März 1905 sechs zusammenhängende Legislaturperioden im Kongress absolvieren. In diese Zeit fiel unter anderem der Spanisch-Amerikanische Krieg. Im Jahr 1904 verzichtete Maddox auf eine erneute Kandidatur.
Nach seinem Ausscheiden aus dem US-Repräsentantenhaus arbeitete er zunächst wieder als Rechtsanwalt. Zwischen 1906 und 1907 war er Bürgermeister der Stadt Rome; von 1908 bis 1912 fungierte er als Richter am Superior Court of Georgia. Danach leitete er als Präsident die State Mutual Life Insurance Company. Neben diesen Tätigkeiten praktizierte er auch noch als Rechtsanwalt. John Maddox starb am 27. September 1922 in Rome.